# Изола Сан Бјађо (Асколи Пичено)
Изола Сан Бјађо (итал. Isola San Biagio) насеље је у Италији у округу Асколи Пичено, региону Марке.
Према процени из 2011. у насељу је живело 51 становника. Насеље се налази на надморској висини од 942 м.